# Pteris irregularis
Pteris irregularis är en kantbräkenväxtart som beskrevs av Georg Friedrich Kaulfuss. Pteris irregularis ingår i släktet Pteris och familjen Pteridaceae. Inga underarter finns listade.